# Rouze
Rouze település Franciaországban, Ariège megyében. Lakosainak száma 85 fő (2022. január 1.). Rouze Artigues, Mijanès, Le Pla, Le Puch, Campagna-de-Sault, Escouloubre és Fontanès-de-Sault községekkel határos.

## Népesség
A település népessége az elmúlt években az alábbi módon változott:
| Lakosok száma | 106  | 80   | 79   | 91   | 88   | 83   | 85   | 88   | 90   | 85   |
|               | 1968 | 1982 | 1990 | 2006 | 2013 | 2015 | 2017 | 2019 | 2020 | 2022 |